# Tennis op de Paralympische Zomerspelen 1988
Op de VIIIe Paralympische Spelen die in 1988 werden gehouden in het Zuid-Koreaanse Seoel was tennis een van de 18 sporten die werd beoefend tijdens deze spelen. Vanaf dit jaar werden de Paralympische Zomerspelen weer in hetzelfde land als de Olympische Spelen gehouden. Het tennis was tijdens deze spelen nog een demonstratiesport.

## Mannen

### Individueel
| plaats | land | naam                |
| ------ | ---- | ------------------- |
| Goud   | FRA  | Laurent Giammartini |
| Zilver | AUS  | Mick Connell        |
| Brons  | USA  | Chip Turner         |
| Brons  | ISR  | Sasson Aharoni      |

## Vrouwen

### Individueel
| plaats | land | naam                   |
| ------ | ---- | ---------------------- |
| Goud   | NED  | Chantal Vandierendonck |
| Zilver | NED  | Monique Van Den Bosch  |
| Brons  | USA  | Terry Lewis            |
| Brons  | NED  | Ellen de Lange         |

Atletiek · Bankdrukken · Basketbal · Boogschieten · Boccia · CP-voetbal · Gewichtheffen · Goalball · Judo · Koersbal · Schermen · Schietsport · Snooker · Tafeltennis · Tennis · Volleybal · Wielersport · Zwemmen
Seoel 1988 ·
Barcelona 1992 ·
Atlanta 1996 ·
Sydney 2000 ·
Athene 2004 ·
Peking 2008 ·
Londen 2012 ·
Rio de Janeiro 2016 ·
Tokio 2020 ·
Parijs 2024 ·
Los Angeles 2028